# 류경수
류경수(柳京洙, 1915년 9월 9일 ~ 1958년 11월 19일)는 일제강점기 공산주의 항일운동가이며 소비에트 연방, 조선민주주의인민공화국의 군인이다. 본명은 류삼손(柳三孫)이다. 조선인민군 전차부대의 창설 및 1946년~1949년 조선인민군의 전차 조종술, 기갑 훈련의 책임자였다.
1931년 조선공산주의청년동맹에 가입, 1932년 연길 현 반일유격대에 참여하고 소년군 지휘관으로 활동하였다. 김일성 측근의 한 사람이 되었다. 1948년 조선인민군 창군에 참여하였으며, 인민군 전차부대 조직에도 참여하였다. 1950년 조선인민군 육군 제105전차여단 여단장과 인민군 제3사단장으로 한국전쟁에 참전했으며, 전쟁 초반 서울에 입성하였고, 의정부, 평택, 대전을 함락시켰다. 그의 첫 부인은 김일성의 본처 김정숙의 여동생이었다.

## 생애

### 초기 활동
1915년 9월 9일 함경남도 신흥군 신흥면의 가난한 농민 가정에서 태어났으며, 셋째 아들이라 하여 이름을 삼손이라 지었다. 그러나 다른 설에는 길림성 연길 현 팔도구(八道溝) 대흥촌(大興村)의 조선족 가정 출신이라 한다. 뒤에 김일성이 서울을 지킨다는 뜻의 경수로 이름을 지어주어, 개명하였다. 집안 형편이 어려웠던 류경수는 소학교에 들어가지 못했고, 정식 교육을 받지 못했다.
일제강점기인 1931년 조선공산주의청년동맹에 가맹한 후 태평구 돌문안공청조직의 책임자 겸 소년선봉대 소대장으로 활동하였다. 그는 사격술에 뛰어났는데, 특히 경기관총과 권총을 잘 사용하여 백발 명중시켰고, 이후 주로 경기관총 사수로 활동하게 된다. 돌문안공청조직책임자 겸 소년선봉대소대장으로 활동하며 1931년 김일성의 지휘하에 1931년 추수투쟁과 1932년의 춘황투쟁에 참가하던 중 1932년 봄 체포되어 룡정 감옥에 투옥되었다가 풀려났다. 1932년 봄에는 일본군에 체포되여 룡정감옥에서 얼마간 감옥생활을 하였다.
그의 본부인은 김일성의 부인 김정숙의 여동생이었다. 그러나 얼마 못가 병으로 일찍 죽었고, 류경수는 김일성의 주선으로 다시 만주 빨치산 동지이자 김일성유격대 간호원으로 활동하던 황순희와 재혼하였다.

### 항일 독립 운동

#### 만주 빨치산 경력
1932년 초, 중국공산주의청년단에 가입하였다. 1932년 반일인민유격대에 입대하여 훗날 동북항일연군 제1로군 제2군 6사에서 김일성과 함께 활동하였다. 1933년 봄 노두구(老頭溝), 해랑구(海浪溝) 일대에서 공산주의 관련 대중선전활동에 참여하였다. 1933년 9월 소왕청 마촌에서 김일성을 만나 어린 혁명가라며 칭송을 받고, 그의 눈에 띄어 발탁되었다.
1933년과 1934년 그는 민생단원 혐의를 받고 체포되어, 두 차례 구금되었다가 풀려났다. 1934년 6월 항일 무장 투쟁에 참가하고 1936년 중국공산당에 조선인 당원으로 입당하였다.
1937년 랴오닝성 무산지구에서 국내로 진공하려던 무산지구 국내진공작전에 참여하였으나 진공에 실패했고, 간삼봉 전투에서 소규모의 일본군 부대를 격퇴했다. 1937년 8월 무송 현 묘령 전투에서 일본군을 궤멸시켰다. 묘령전투에 일본군 70여명의 적을 사살하고 400여명을 포로로 하였으며 40여명의 일본군 병사의 귀순을 받아들여 유격대에 받아들였다. 그리고 박격포 1문, 중기 1문, 경기관총 3정, 보총 200여정을 비롯하여 포대로 3,000여 마대의 밀가루 등 전리품을 획득했다. 그밖에 장백 현 간삼봉에서도 일본군과 교전하여 승리하였다.  1938년 만주 천보산(天寶山)전투, 한총령(寒總嶺)전투에 참여하였다. 1938년 동북항일연군에 배속, 항일련군 중 김일성이 지휘하는 동북항일련군 제1로군 제1영 제1련대 제1중대 제1배장에 임명되었다. 1939년 여름 연길현 천보산전투, 돈화현 요차전투에서 일본 관동군과 싸워 승전하였고, 그해 가을에 있은 안도현 한총구전투에서도 관동군 소부대를 궤멸시켰다.

#### 소련 88려단 활동
1940년에는 만주 동만항일연군 2유격대원으로 활동하였다. 이때 전사한 김철운의 묘에 강위룡과 함께 남긴 편지가 2015년 11월에 발견되기도 했다.
1940년 말 연해주의 하바로프스크를 거쳐 소련으로 건너가 소련군 간부학교에서 정식 군사훈련을 받고, 소련군 소위로 임관되어 제88 국제극동여단의 제1대대 1중대의 부소대장과 1중대 1소대장을 역임했다. 1942년 동북항일연군 교도여단에 배속 후 정찰대원에 임명되고, 소련 제88특별여단에 편입되자 그는 88여단 교도대대 정찰대원이 되었다. 해방 후 38도선 이북으로 귀국하였다.

### 해방 이후

#### 조선인민군 창군에 참여
해방 이후 귀국, 1945년 10월 21일 조선인민혁명군 등을 개조하여 조선인민군의 전신인 보안대의 창설에 참여하였다. 소련 군정 하에서 전차 정비에 대한 교육을 받았다. 1946년 8월 15일 보안대가 인민집단군으로 개편하는데 참여, 이때 그는 인민집단군 중좌가 되고, 조선인민군의 육군 훈련소인 나남 훈련소 4대대장이 되었다. 1946년 12월 인민집단군 제2사단이 창설되자 그는 인민군 제2사단 제4연대장 겸 연대장 강건의 부관에 임명되었다. 1947년 5월 16일 김일성의 지시로 북조선 지역 최초의 전차 부대인 제115여단을 창설, 여단장이 되었고 부대는 후일 1949년 5월 제105땅크려단으로 개편되었다. 1948년 2월 인민집단군을 확대개편한 조선인민군 창군에 참여하였다.
1948년 중좌에서 대좌가 되었다. 1948년 6월부터 8월에는 인민집단군 115려단에서 땅크부대 창설 명령을 받고 땅크련대 창설에 착수했다. 3개월간 병사들에게 전차 운전기술을 가르쳐 그해 11월 정식으로 조선인민군 전차연대를 조직했다. 9월 2일 최고인민회의 제1기 대의원에 피선되었다. 1949년 2월 조선인민군 창군 1돌 기념일에 국기훈장 제2급을 수여받고, 얼마 뒤 소장으로 진급하였다.

#### 한국전쟁 참전
1950년 6월 25일 새벽, 인민군 제105전차여단은 류경수 려단장의 지휘 아래에 조선인민군 제1군단 휘하 제1, 3, 4, 6사단에 제203, 109, 107전차연대와 제206연대가 배속되어 진격하였다. 그는 100호 전차를 타고 동두천과 의정부를 통해 내려왔다. 이때 동두천에 주둔중이던 대한민국 국군 소규모 부대를 격파한 뒤 그대로 직진, 의정부에 주둔중이던 대한민국 국군 7사단에 저지당했으나, 인민군 3사단 18연대의 지원으로 의정부를 함락시키고 3일만에 서울에 입성하였다.
당시 인민군 제105땅크려단 35땅크연대 1대대 3중대 소속 제312호 전차가 가장 먼저 서울특별시에 진입, 312호 전차 포장 고현빈이 당시 중앙청건물에 인공기를 계양하였다. 류경수는 예하 연대를 통솔하여 서울특별시를 점령하였다. 6월 28일에는 명령을 내려, 서울대학교 대학 병원과 신촌 세브란스 병원에 있던 대한민국 국방군 부상병들과 우익 인사들을 골라 사살하였다.
이에 따라 부대는 1950년 7월 5일 당시 조선인민군 최고사령관 김일성 수상에 의해 '서울' 명예칭호를 수여받았으며 사단으로 증편되었다. 그는 바로 소장에서 중장으로 진급했다. 7월 18일 평택에서는 미 공군의 F-80기의 집중 공격으로 전차 38량과 자주포 9량, 차량 118량이 파손되었다. 그러나 평택을 지나 대전을 공략하여 대전시내를 함락시켰다. 이후 대전에서의 전투 성과를 기려 1950년 7월 27일 조선민주주의인민공화국 최고인민회의 상임위원회 정령 제54호에 의하여 군사 명예부대 칭호인 '근위대' 칭호를 수여받고 "근위 서울제105땅크사단"으로 승격된다. 1950년 8월 공화국 영웅 칭호가 수여되였다. 8월 13일에는 교체되어 조선인민군 제3사단 사단장이 되어 대구로 갔다. 1950년 9월에는 미국 군에 포위되어 식량과 비상미가 떨어진 상태에서 14일간 버텼으며, 당시 인민군 최고사령부와 연락이 끊긴 상태였다. 1951년 1월 조선인민군 제3군단 군단장이 되었다.
2001년 5월 23일 조선인민군 최고사령관 명령 제0089호에 따라 한국전쟁 당시 지휘관이었던 류경수의 공적을 기려 "근위 서울류경수제105땅크사단"으로 최종 명명되었다.

### 생애 후반
1953년 조선로동당 중앙위원회 위원이 되었다. 휴전 이후 조선인민군 제5군단장, 인민군 제1집단군사령부 사령관 등을 역임했다. 1955년 7월 네덜란드 해방 기념식에 참석차, 네덜란드를 방문하고 돌아왔으며, 1956년 4월 조선로동당 제3차 대회에서 다시 당 중앙위원에 재선거되었다. 다시 제5군단장이 되었다가 1957년 2월 인민군 제2집단군사령부 사령관에 임명되었고, 8월 최고인민회의 제2기 대의원 선거에서 당선되었다. 1958년 제2집단군 사령관 재직 중 조선인민군 상장으로 진급한 후 1958년 11월 제1집단군 사령관에 임명되었다.
1958년 11월 19일 뇌질환으로 사망했다. 일설에는 1961년 11월 18일 사냥을 나갔다가 부하가 쏜 카빈 소총의 오발 사격을 받고 죽었다는 설도 있다. 대한민국에서는 1961년 무렵 숙청당한 것으로 알려졌다.

### 사후
1968년 9월 함경남도 신흥군 신흥읍 고향에 동상이 세워졌고, 1968년 10월 조선로동당 창건 30돐 기념일에 대성산 혁명렬사릉에 그의 반신상이 세워졌다.

## 수상 경력
- 공화국영웅(1950. 8)
- 국기훈장
- 자유독립훈장
- 전사의 영예 훈장
- 군공메달
- 소련 대일본승리메달[4]

## 가족 관계
딸 류춘옥은 인민배우였고, 최고인민회의 대의원이며 김일성 훈장, 2중 로력영웅 수훈자이며 조선로동당 중앙위원회 과장과 력포목장 지배인을 역임하였다.
- 부인 : 이름 미상, 김정숙의 여동생, 일찍 사망
- 부인 : 황순희(黃順姬, 1919년 5월 3일 - ), 조선혁명박물관 관장 역임
  - 딸 : 류춘옥([5],  1934년 12월 18일 - 2003년 4월 2일[6]), 인민배우, 조선로동당 중앙위 과장, 력포목장 지배인으로 재직 중 사망
  - 사위 : 김창선 (1944년 - )
    - 외손자 : 김광일, 인민군 총정치국 근로단체부 책임부원 역임

  - 아들 : 3명

## 기타
그의 부인 황순희는 김정숙 사후 어린 김정일, 김경희를 보살폈고, 김정일은 이후 황순희를 극진히 대우하였다.

## 같이 보기
- 김일성
- 김책
- 김일
- 최용건
- 김무정
- 박성철
- 최창익
- 허정숙
- 강건